# Karl Köster (Architekt)
Karl Köster (* 14. September 1878 in Kassel; † 1963) war ein deutscher Oberbaudirektor (Essen, Dresden und Hamburg) und Leiter der Planungsabteilung (Reichsplanungsgemeinschaft) der nationalsozialistischen Reichsstelle für Raumordnung (Berlin).

## Studium und Berufsjahre bis zum Endes des Ersten Weltkriegs
Nach dem ingenieurwissenschaftlichen Studium (Hochbau und Städtebau) an der TH Darmstadt und der TH Braunschweig wurde er Regierungsbauführer im preußischen Staatsdienst. Nach dem Studium bestand er die Regierungsbaumeisterprüfung mit Auszeichnung. Von 1905 bis 1907 war er Regierungsbaumeister beim Ministerium in Darmstadt und Assistent für Ingenieur-Hochbau an der TH Darmstadt.
Von 1909 bis 1911 leitete er ein staatliches Neubaubüro in Bensheim. Ab 1911 wirkte er als Oberbaudirektor in einer Vorstandstätigkeit bei der Baupolizei und dem Baupflegeamt in Essen (bis 1916). Danach war er Oberbaukommissar und Leiter der Baupolizei in Dresden (bis zum Sommer 1919).

## Tätigkeit in der Siedlungspolitik und Stadtoberbaurat in Harburg
Mit Beginn der Weimarer Republik setzte sich Köster nach eigenen Aussagen mit Siedlungsfragen auseinander. Später – schon während der Nazi-Zeit – berichtete Köster dem Hamburger Tageblatt, er habe nach 1918 zeitweise als Bergarbeiter im Braunkohlegebiet Neu-Haldensleben gearbeitet, allerdings mit dem Ziel Erwerbslose aus Magdeburg „auf eigener Scholle anzusiedeln“ und sich deshalb zuvor mit ihren Lebensumständen vertraut zu machen. Darum hätten ihn Bergarbeiterorganisationen des Mansfelder Bergbaus ab dem Herbst 1919 nach Eisleben berufen. Köster wurde dort Direktor der „größten gemeinnützigen Siedlungsgesellschaft der Provinz Sachsen“ und organisierte – wiederum nach eigener Aussage – „die Ansiedlung Erwerbsloser im braunschweigisch-preussischen Braunkohlegebiet“ (Hamburger Tageblatt, 27. Juni 1933). Die Erzählung ist quellenkritisch zu betrachten.
Ab dem Sommer 1925 bis zum März 1926 wirkte Köster als Kreisbaurat im Kreis Stormarn, Sitz Wandsbek. Von April 1926 bis Mai 1933 wurde er Stadtoberbaurat und Senator im damaligen Harburg/Elbe. In Harburg-Wilhelmsburg war er mit diversen Bauaufgaben befasst: höhere Lehranstalten, Stadtbäder, Stadthalle, Sanierung der Altstadt u. a.

## Nationalsozialismus
Am 4. Mai 1933 wurde der neue „Parteigenosse“ (Parteieintritt in die NSDAP: 1. Mai 1933) Karl Köster als Nachfolger des einen Tag zuvor in den Ruhestand versetzten Fritz Schumacher durch den Hamburger Senat zum Ersten Baudirektor (Leitung: Hochbauwesen) der Stadt Hamburg berufen.  Damit verbunden war die „Führung der Hamburgisch-Preußischen Landesplanungsarbeit“. Köster war leitend an der  'Sanierung' des Hamburger Gängeviertels (nördliche Neustadt) beteiligt. Er erstellte auch den Bebauungsplan. Schon im Juni 1933 sprach Köster im Hamburger Tageblatt von notwendigen Sanierungen in den Gebieten mit hoher Einwohnerdichte. Ulrike Kändler schrieb zur Rolle Kösters bei den 'Sanierungen':
„Viele der vertriebenen Menschen aus den Abrissgebieten waren einfach in die benachbarten Viertel ausgewichen – wodurch dort wiederum Belegungsdichte und Raumnot anstiegen und sich die Lage zusätzlich verschärfte. Im Großen und Ganzen gesehen hatten die Sanierungen die sozialen Probleme Hamburgs also weniger beseitigt als verlagert. Das war letztlich auch noch der Fall, als die Nationalsozialisten 1933 den dritten Sanierungsabschnitt mit einem enormen propagandistischen Trommelwirbel und reichsweiter Aufmerksamkeit in Angriff nahmen. Anders als frühere Regierungen zaudere der Nationalsozialismus nicht, hatte der Hamburger Baudirektor Köster verkündet. Er schreite entschlossen zur Tat, um auch noch die letzte Wohnung zu beseitigen, die menschenunwürdig und staatspolitisch bedenklich sei.“
Köster nahm an diversen nationalen und internationalen Tagungen teil, so an der Reichswohnungskonferenz vom November 1933, den Internationalen Wohnungs- und Städtebaukongressen 1935 in London (International Federation for Housing and Town Planning, IFHTP), Paris (1937, IFHTP) und Mexiko-Stadt (1938).
Die Gesellschaft zur Vorbereitung der Reichsplanung und Raumordnung e.V. (Gezuvor) berief den in Ruhestand versetzten Ersten Baudirektor Köster im Mai 1936 in ihre Geschäftsführung. Im April 1937 wurde die Gezuvor in die Reichsplanungsgemeinschaft umgebildet. Im Juni 1937 berief der Leiter der Reichsstelle für Raumordnung (RfR) und Präsident der Reichsplanungsgemeinschaft (Hanns Kerrl) Karl Köster auf unbestimmte Zeit zum Abteilungsleiter der Reichsplanungsgemeinschaft (die an die RfR angebunden blieb). Zu Kösters leitenden Mitarbeitern in der Planungsabteilung der RfR zählten Gerhard Isenberg und die Architekten Ernst Hamm und Hermann Roloff.
Im Zuge seiner Arbeiten für die RfR hatte Karl Köster Kontakt zu den Architekten Herman Sörgel (Atlantropa) und Martin Mächler. Die Bemühungen Martin Mächlers über Köster einen Forschungsauftrag für Sörgel von der RfR zu erhalten, scheiterten jedoch.
In seiner Funktion innerhalb der Reichsstelle für Raumordnung plädierte Köster für eine „raumpolitische Neuordnung“ der Städte.
Köster zählte zu jenen Akteuren in der NS-Raumplanung, die schon aus pragmatischen Gründen der üblichen Großstadtfeindlichkeit und Agrarromantik einiger NS-Ideologen deutlich kritisch gegenüber standen. Nach Elke Pahl-Weber stellte Köster „in seinen ‚Gedanken zur Siedlungslenkung‘ dar, dass ein weiterer Ausbau von Ballungsgebieten zu denen er in erster Linie, das Ruhr- und Rheinland, Rhein-Main, Berlin und Hamburg zählte, unter bestimmten Voraussetzungen (Bodengebundenheit, Spezialisierung in der Gliederung der Arbeiterschaft) nicht zu umgehen sei.“
Die Hamburger Landesplanung war schon ab 1934 zum Teil mit universitärer Forschung verbunden. Dabei spielte der Hamburger Nationalökonom Paul Schulz-Kiesow, ab 1936 Leiter der Hamburger Hochschularbeitsgemeinschaft für Raumforschung und der Soziologe Dr. Hans Kinder besondere Rollen.

## Schriften (Auswahl)
- Aufgaben der Stadt Harburg-Wilhelmsburg, in: Architekten- und Ingenieurverein zu Hamburg (Hrsg.): Hamburg und seine Bauten mit Altona, Wandsbek und Harburg-Wilhelmsburg 1918–1929, Boysen & Maasch, Hamburg 1929, S. 116–119.
- Über den Neubau der Umgehungsstraße in Harburg und den Umbau der Kreisstraße in Wilhelmsburg, Hamburg ca. 1931.
- Althaus- und Altstadtsanierung. In: Deutsche Bauzeitung 68 (1934), Nr. 2, S. 37–38.
- Kölner Altstadtsanierung. In: Bauen, Siedeln, Wohnen 15 (1935), Nr. 5/6, S. 123.
- Die deutsche Aufgabe für den Raum Europa. In: Raumforschung und Raumordnung 3. Jg. (1939), Heft 10, S. 494–497
- Über das Bauen nach dem Kriege, in: Raumforschung und Raumordnung 5. Jg. (1941), S. 49–52.